# كايت هال
كايت هال (بالإنجليزية: Kate Hall)‏ هي مغنية ومقدمة برامج ومدربة صوتية دنماركية، وُلدت في الحادي والعشرين من شهر مايو لعام 1983 في هاروش في إنجلترا

## حياتها
وُلدت هال لأب دنماركي وأم إنجليزية ونشأت في مقاطعة أليرود الدنماركية، حصلت هال في طفولتها على دروس في الغناء والبيانو والرقص. و قد انضمت في عمر الثانية عشر إلى فرقة الفتايات الغنائية الخاصة بهيئة الإذاعة الوطنية الدنماركية، و في العام التالي التحقت بفريق عمل المسلسل الكارتوني بات ساعي البريد. جمعت هال خبرتها في مجال الإعلام من خلال تقديمها لبرنامج الموسيقي الدنماركي فويس تي في ( Voice TV).
بدأت هال مسيرتها الغنائية بعدما اكتشفها منتج الموسيقى الألماني أليكس كريستينسن، و قد انتج لها الأغنية الفردية هل هناك أي شخص هناك؟ (Is There Anybody Out There?) والتي حققت مركزًا في ترتيب الأغاني الألمانية في يونيو عام 2005. كانت هال على علاقة بالمغني والممثل الألماني بين من عام 2006 وحتى عام 2008، وفي عام 2007 أصدر الثنائي أربع أغاني وهم بدون شرط (Bedingungslos) و أنت كالموسيقى (Du bist wie Musik) و ما زلت أحبك (Ich lieb dich immer noch ) و قلبان ( Zwei Herzen ). كانت هال مدربة غناء في الموسم السابع والثامن والعاشر من النسخة الألمانية لبرنامج المسابقات الغنائي بوب ستار وكذلك في الموسم الأول من البرنامج بالنسخة النمساوية.
كانت هال في عامين 2010 و2011 مُدربة صوتية في حلقة برنامج كرتون نتورك دورششتارتر (Cartoon Network Durchstarter) و كانت فيه تصاحب المواهب الصغيرة خلال رحلتهم حتى يكون لديهم القدرة على الوقوف أمام جمهور كبير للمرة الأولى. و قد قدمت مع زوجها ديتف سوست برنامج موهب الأطفال كرتون نتورك د! هال أوف فيم ( Cartoon Network D! Hall of Fame ) الذي أُذيع على قناة كرتون نتورك الفضائية. و في يناير لعام 2013 شاركت هال في مسابقة الأغنية الأوروبية بأغنيتها أنا لست وحيدة (I’m not Alone ).
في عام 2013 أيضًا كانت هال مُرشحة لمسلسل ملكة التسوق (Shopping Queen) الذي يُعرض على قناة فوكس.

### حياتها الشخصية
بدأت علاقة هال والراقص ومدرب الرقص ديتلف سوست في عام 2009 و قد تزوج الثنائي في السنة التالية وقد رُزقا بابنة.

## أعمالها

### الألبومات
| الألبوم                               | تفاصيل الألبوم                                          | المراكز التي احتلها                               | ملاحظات |
| ------------------------------------- | ------------------------------------------------------- | ------------------------------------------------- | ------- |
| Von beiden Seiten (من كلتا الناحيتين) | - صدر: 25 أبريل 2008 - شركة التسجيل: (انتاج المغني بين) | المركز 67 في ترتيب الأغاني الألمانية (لمدة أسبوع) |         |
| Himmel um die Ecke (سماء على الحافة)  | - صدر: 2009 - شركة التسجيل: -                           |                                                   |         |

### الأغان الفردية
| اسم الأغنية                                       | التفاصيل               | المراكز التي احتلها                                                                                        | ملاحظات                                         |
| ------------------------------------------------- | ---------------------- | --- | ----------------------------------------------- |
| Is There Anybody Out There?(هل هناك أحد من هناك؟) | - صُدرت: 23 مايو 2005   | - الترتيب في ألمانيا : 50 (ستة أسابيع) - الترتيب في النمسا : 72 - الترتيب في سويسرا : -                    |                                                 |
| God’s Gift(هدية الرب)                             | - صُدرت: 22 أغسطس 2005  | - الترتيب في ألمانيا : 53 (ستة أسابيع) - الترتيب في النمسا : - - الترتيب في سويسرا : 22 (اثنتا عشرة أسبوع) |                                                 |
| Bedingungslos (بدون شرط)                          | - صُدرت: 3 أغسطس 2007   | - الترتيب في ألمانيا : 16 (تسعة أسابيع) - الترتيب في النمسا : 74 (أسبوع) - الترتيب في سويسرا : -           |                                                 |
| Du bist wie Musik (أنت كالموسيقى)                 | - صُدرت: 14 سبتمبر 2007 | - الترتيب في ألمانيا : 61 (تسعة أسابيع) - الترتيب في النمسا : 70 (أسبوعان) - الترتيب في سويسرا : -         |                                                 |
| Ich lieb’ dich immer noch so (ما زلت أحبك)        | - صُدرت: 23 نوفمبر 2007 | - الترتيب في ألمانيا : 45 (ستةأسابيع) - الترتيب في النمسا : - - الترتيب في سويسرا : -                      |                                                 |
| 2 Herzen (قلبان)                                  | - صُدرت: 4 أبريل 2008   | - الترتيب في ألمانيا : 43 (سبعةأسابيع) - الترتيب في النمسا : - - الترتيب في سويسرا : -                     |                                                 |
| Die letzte Träne (الدمعة الأخيرة)                 | - صُدرت: 5 ديسمبر 2008  | - الترتيب في ألمانيا : 41 (ستةأسابيع) - الترتيب في النمسا : - - الترتيب في سويسرا : -                      |                                                 |
| Tränen (دموع)                                     | - صُدرت: 6 فبرابر 2009  | - الترتيب في ألمانيا : 24(تسعةأسابيع) - الترتيب في النمسا : 12 (عشرون أسبوع) - الترتيب في سويسرا : -       | صدرت الأغنية بالتعاون مع الدي جي النمساوي أوتسي |

### أغانٍ أخرى
- 2006: I Feel So Real (شعوري حقيقي)
- 2009: Du gehörst zu mir (أنت لي)

## وصلات خارجية
- كايت هال على موقع IMDb (الإنجليزية)
- كايت هال على موقع IMDb (الإنجليزية)
- كايت هال على موقع ميوزك برينز (الإنجليزية)
- كايت هال على موقع ديسكوغز (الإنجليزية)
- الموقع الرسمي لكايت هال
- معلومات عن كايت هال وأعمالها على المكتبة الألمانية الوطنية
- صفحة كايت هال على قاعدة بيانات الأفلام